# Luke Zeller
Lucas Joseph "Luke" Zeller, född 7 april 1987 i Ames i Iowa, är en amerikansk före detta professionell basketspelare (PF/C) som tillbringade en säsong (2012–2013) i den nordamerikanska basketligan National Basketball Association (NBA), där han spelade för Phoenix Suns.
Under sin NBA-karriär gjorde Zeller 19 poäng (1,2 poäng per match), tre assists samt tio rebounds, räddningar från att bollen ska hamna i nätkorgen, på 16 grundspelsmatcher.
Han spelade också som proffs i Japan, Litauen och i lägre ligor i USA.
Zeller blev aldrig NBA-draftad.
Innan han blev proffs studerade han vid University of Notre Dame och spelade för deras idrottsförening Notre Dame Fighting Irish.
Han är bror till Cody Zeller och Tyler Zeller samt systerson till Al Eberhard.